# SELCAB
SELCAB ist ein von der LZB abgeleitetes, linienförmig wirkendes Zugbeeinflussungssystem. Es wurde Anfang der 1990er Jahre von Standard Elektrik Lorenz (SEL) speziell mit dem Fokus auf Strecken mit geringem bis mittlerem Verkehrsaufkommen entwickelt. Die Schnittstelle zwischen Fahrzeug und Strecke ist mit LZB vollständig kompatibel (UIC-Standard ORE A46) und es können für beide Systeme identische Fahrzeuggeräte verwendet werden. Entsprechend wird von dem System eine Führerraumsignalisierung bereitgestellt, es kann eine dem Moving Block angenäherte Betriebsweise realisiert werden, und die Automatische Fahr- und Bremssteuerung (AFB) wird unterstützt.
Im Gegensatz zu LZB gibt es allerdings keine zentralen Rechner, die abschnittsweise eine Strecke überwachen, sondern die Beeinflussungen werden dezentral aus den Daten von vorhandenen Einrichtungen (hauptsächlich Signalen) generiert. Konzeptionell wurde diese Idee der quasi-kontinuierlichen Beeinflussung bei ETCS Level 1 Limited Supervision später in ähnlicher Weise wieder aufgegriffen. Bei seiner Entstehung stand SELCAB in direkter Konkurrenz zu dem parallel von Siemens entwickelten ZUB 100.

## Streckenseitige Einrichtungen
Streckenseitig können 64 (26) unterschiedliche Telegramme mit je 70 Bit Nutzdaten übertragen werden. Die Übermittlung eines einzelnen Telegramms dauert 70 ms (1200 Bd), wobei derartig paketierte Informationen im Normalbetrieb viermal wiederholt werden, woraus sich eine effektive Zyklusdauer von 280 ms ergibt. Die Telegramme werden anschließend FSK-moduliert und im Bereich der Langwelle (36 kHz ± 600 Hz) übertragen.
Dabei werden die den Telegrammen zugrundeliegenden Daten typischerweise direkt aus dem Lampenstromkreis eines Signals abgegriffen und anschließend mittels einer Logikschaltung aufbereitet. Eine direkte Anbindung an ein Stellwerk ist jedoch ebenfalls möglich. Somit lässt sich auch eine Mehrabschnittssignalisierung realisieren.
In den Telegrammen sind folgende Informationen enthalten:
- Signalaspekt
- aktuell zulässige maximale Geschwindigkeit
- Entfernung bis zum Haltepunkt
- Durchrutschweg am Haltepunkt
- Streckenneigung
- dauerhafte und (optional) temporäre Langsamfahrstellen
- weitere spezielle Bedingungen

Optional können mittels SELCAB auch temporäre Langsamfahrstellen an das Fahrzeug übermittelt werden. Dies bedingt allerdings zusätzliche streckenseitige Baugruppen und halbiert die oben beschriebene vierfache Redundanz bei der Telegrammübermittlung.
Analog zur LZB werden gekreuzte Linienleiter, die abschnittsweise im Gleis verlegt werden, zur Datenübertragung genutzt. Dabei unterstützt das System Schleifenlängen von 25 m bis 1200 m. Die Länge hat Einfluss auf die maximale Zugdichte und aufgrund der Übertragungszeit (s. o.) auch auf die Höchstgeschwindigkeit des entsprechenden Streckenabschnitts. Zur Unterscheidung der Fahrtrichtung werden pro Signal zwei Teilschleifen benötigt, wovon eine vor und eine hinter dem Signal verlegt wird. Nur für Erstere werden dabei in Abhängigkeit von der gewünschten Streckenleistungsfähigkeit verschiedene Längen projektiert, und sie bedingt demzufolge maßgeblich die o. g. Gesamtschleifenlänge.

## Fahrzeugseitige Einrichtungen
Wie eingangs beschrieben kann SELCAB mit einer LZB-Fahrzeugeinrichtung (LZB 80) verwendet werden. Dabei wird allerdings die Sendeeinrichtung nicht zwangsweise benötigt, da eine Datenübermittlung vom Fahrzeug zur Strecke systemseitig nicht vorgesehen ist. Zur Kosten- und Platzreduktion kann statt des typischerweise in 2v3-Konfiguration ausgeführten LZB-Fahrzeugrechners auch ein vereinfachtes 2v2-Gerät verwendet werden, das insbesondere im Nahverkehr zum Einsatz kommt. Die Zentraleinheit wird als VOBC (Vital On-Board Computer) bezeichnet. "Vital" in diesem Zusammenhang bedeutet "signaltechnisch sicher". Die softwareseitigen Funktionen sind in Pascal und Assembler implementiert.
Neben diesem Rechner sind am Fahrzeug zwei Radimpulsgeber, ein Beschleunigungssensor zum Ausgleich von schlupfbedingten Messfehlern sowie zwei (bzw. vier bei Zweirichtungsfahrzeugen) Empfangsantennen vorzusehen. Darüber hinaus ist eine sichere Ansteuerungsmöglichkeit der Zwangsbremse erforderlich.
Über ein drucktastenbasiertes Bediengerät mit Display muss der Triebfahrzeugführer vor dem Beginn einer Fahrt folgende Parameter eingeben:
- Zuglänge
- Zughöchstgeschwindigkeit
- Zugbremseigenschaften

Über ein Anzeigegerät (vgl. MFA) werden daraufhin
- Maximal zulässige Geschwindigkeit/Istgeschwindigkeit auf einem Zwei-Zeiger-Tachometer
- Zielgeschwindigkeit
- Zielentfernung
- Hilfsanzeigen

zur Verfügung gestellt und das Fahrzeugsystem überwacht kontinuierlich folgende Größen:
- Streckengeschwindigkeit
- Haltepunkt
- Fahrtrichtung / Rückrollen entgegen der gewählten Fahrtrichtung
- dynamisches Bremsprofil
- Langsamfahrstellen
- Überfahren eines Halt gebietenden Signals

Darüber hinaus besteht die Fahrzeugeinrichtung aus zwei Bedientasten zum Lösen der Betriebsbremse und zum Passieren eines nicht-permissiven Signalbegriffs (vgl. Befehl). Über akustische Melder können Warnungen und Bremsvorankündigungen an den Triebfahrzeugführer übermittelt werden. Zur Ereignisaufzeichnung steht ein Fahrtenschreiber zur Verfügung.

## Verwendung
SELCAB ist auf der Neubaustrecke Madrid–Sevilla als Erweiterung der LZB in Bahnhofsbereichen installiert. Weiterhin findet sich eine Installation auf dem Streckenabschnitt der Chiltern-Line zwischen London Marylebone und Aylesbury im Vereinigten Königreich. In weiteren Netzen (u. a. bei den ÖBB in Österreich) kam es allerdings bis heute nie über Testanwendungen hinaus. Dennoch kann das System als Wegbereiter des für ETCS verwendeten Übertragungsmediums Euroloop betrachtet werden.
Das System wird heute von Thales unter dem Namen AlTrac 6431 weiterhin vertrieben.
Bezogen auf ETCS ist SELCAB ein Klasse-B-System.